# 1824 na música

## Nascimentos
| Data          | Nome            | Profissão                        | Nacionalidade     | Observações | Ref |
| ------------- | --------------- | -------------------------------- | ----------------- | ----------- | --- |
| 2 de março    | Bedřich Smetana | compositor                       | Império Austríaco | m. 1885     |     |
| 23 de junho   | Carl Reinecke   | compositor, professor e pianista | Alemanha          | m. 1910     |     |
| 4 de Setembro | Anton Bruckner  | compositor                       | Áustria           | m. 1896     |     |

## Mortes
| Data | Nome | Profissão | Nacionalidade | Observações | Ref |
| ---- | ---- | --------- | ------------- | ----------- | --- |